# Brachyrhopala grandis
Brachyrhopala grandis là một loài ruồi trong họ Asilidae. Brachyrhopala grandis được Clements miêu tả năm 2000.